# Burg Likava
Die Burg Likava (slowakisch Hrad Likava, Likavský hrad) ist die Ruine einer Höhenburg oberhalb der Gemeinde Likavka im Okres Ružomberok in der Nordslowakei. Die Burg liegt im Chočgebirge über dem Waagtal.
Die Entstehung der Burg ist bisher nicht sicher geklärt: einigen Meinungen nach wurde sie von den Tempelrittern, nach anderen vom damaligen Gespan der Gespanschaft Liptau erstellt. Sie wird mit Sicherheit zum ersten Mal 1315 erwähnt, als ein Magister Doncs die Burg von König Karl I. Robert bekommen hatte. Die Burg wurde erbaut, um eine Furt über die Waag bei Rosenberg (heute Ružomberok) sowie eine Handelsstraße in die Landschaft Arwa und weiter nach Polen zu schützen. In den Jahren 1431–34 war Likava im Besitz der Hussiten, die die Burg zerstörten. 1435 wurde die Ruine von Johann Hunyadi wieder aufgebaut, zu weiteren Besitzern gehörten Zápolya, Krušič, Illesházy und Thököly. 1447 wurde Likava Sitz eines Herrschaftsguts, das sich im Westteil von Liptau erstreckte, 1474 zum Sitz des königlichen Eigentümers, nachdem die alte Liptauer Burg abgerissen wurde. Die einfache gotischen Burg wurde mit dem Hinzufügen eines vierstöckigen Palasts im späten 15. Jahrhundert sowie einem Renaissance-Umbau im 16. Jahrhundert und weiteren Baumaßnahmen umfangreich umgebaut. Als letzte dieser Baumaßnahmen wurde in der zweiten Hälfte des 17. Jahrhunderts der Bau der Befestigungsanlagen durchgeführt. Während des Thököly-Aufstandes wurde die Burg von kaiserlichen Truppen zweimal in den Jahren 1670 und 1680 erobert und schwer beschädigt. 1685 wurde sie zum Komitatsgefängnis. Anfang des 18. Jahrhunderts kam sie in den Besitz von Rákoczi und wurde 1707 von kaiserlichen Truppen zerstört.
Heute wird die Burgruine von Liptovské múzeum v Ružomberku (Liptau-Museum in Ružomberok) verwaltet, das in der wiedererrichteten Hunyadi-Bastei eine Ausstellung betreibt.